# Bistum Mahenge
Das Bistum Mahenge (lat.: Dioecesis Mahengensis) ist eine in Tansania gelegene römisch-katholische Diözese mit Sitz in Mahenge. 

## Geschichte
Das Bistum Mahenge wurde am 21. April 1964 durch Papst Paul VI. mit der Apostolischen Konstitution Praeceptum illud aus Gebietsabtretungen des Erzbistums Daressalam errichtet und diesem als Suffraganbistum unterstellt. Am 14. Januar 2012 gab das Bistum Mahenge Teile seines Territoriums zur Gründung des Bistums Ifakara ab.

## Bischöfe von Mahenge
- Elias Mchonde, 1964–1969
- Nikasius Kipengele, 1970–1971
- Patrick Iteka, 1973–1993
- Agapiti Ndorobo, seit 1995